# Jeroen Sluijter
Jeroen Sluijter (Zwijndrecht, 2 april 1975) is een Nederlandse honkballer.
Sluijter is een rechtshandige derde honkman en korte stop. Hij speelt sinds zijn jeugd honkbal en ging kort in Alabama bij een college honkballen. Daarvoor zat hij al in Jong Oranje. In Nederland kwam hij in de hoofdklasse uit voor de verenigingen de Twins uit Oosterhout, ADO uit Den Haag en daarna jarenlang voor DOOR Neptunus uit Rotterdam, waar hij ook weer in het seizoen 2008 voor uitkomt en aanvoerder van is. Bij Neptunus werd hij destijds de opvolger van de latere bondscoach Robert Eenhoorn als korte stop. Tijdens de Europacup I van 2002, waaraan hij met zijn club deelnam, werd hij uitgeroepen tot beste slagman.
In 1997 werd Sluijter reeds een keer opgenomen in de selectie van het Nederlands honkbalteam, maar het zou nog tot 2002 duren voordat hij met Oranje zijn eerste officiële interland zou spelen. In dat jaar nam hij deel aan de Haarlemse Honkbalweek en de Intercontinental Cup. In 2003 speelde hij met het team mee tijdens het World Port Tournament, het Europees kampioenschap, het Olympisch kwalificatietoernooi en het Wereldkampioenschap. In 2004 speelde hij nog mee tijdens een wedstrijd van de Haarlemse Honkbalweek. Hierna viel Sluijter af voor de Olympische selectie. In 2008 maakte hij deel uit van het team dat meedeed aan de Olympische Spelen van 2008. In 2010 kwam hij uit tijdens de Haarlemse Honkbalweek 2010
Sharnol Adriana · 
David Bergman · 
Leon Boyd · 
Yurendell de Caster · 
Rob Cordemans · 
Dave Draijer · 
Michael Duursma · 
Bryan Engelhardt · 
Percy Isenia · 
Sidney de Jong · 
Michiel van Kampen · 
Eugene Kingsale · 
Dirk van 't Klooster · 
Roel Koolen · 
Raily Legito · 
Diego Markwell · 
Shairon Martis · 
Martijn Meeuwis · 
Danny Rombley · 
Jeroen Sluijter · 
Tjerk Smeets · 
Alexander Smit · 
Juan Carlos Sulbaran · 
Pim Walsma